# Hugo Ernesto Palma Valderrama
Hugo-Ernesto Palma Valderrama (nacido el 20 de noviembre de 1938 en Lima) es un diplomático peruano.

## Biografía
Realizó estudios de posgrado en Oxford, Bruselas, Washington y París.
Ha sido profesor de Derecho Internacional Público, Derecho Diplomático y Consular y Organizaciones Internacionales en varias universidades y en la Academia Diplomática del Perú de la que también fue director. 
Fue Presidente de la Alianza Francesa de Lima y actualmente es Presidente Ejecutivo del Centro Peruano de Estudios Internacionales CEPEI, asociado a la Universidad del Pacífico.

## Carrera diplomática
Ha sido Viceministro y Secretario General de Relaciones Exteriores en 1991 y 1997 a 1998.
De 1980 a 1982 ha sido Embajador en Belgrado Yugoslavia. 
De 1986 a 1990 ha sido Embajador en Brasilia concurrente en Paramaribo y Georgetown.
De 1991 a 1995 ha sido embajador en Paris concurrente ha sido Representante ante la Unesco. 
De 1995 a 1997 ha sido embajador en Quito. 
2002 ha sido embajador en Roma concurrente Representante ante la Organización de las Naciones Unidas para la Alimentación y la Agricultura y 
De 2006 a 2008 ha sido embajador en Tokio.

## Distinciones
- Orden del Sol del Perú en el grado de Gran Cruz y el Premio Nacional de Investigación en Relaciones Internacionales.[1][2]

| Predecesor: Alberto Wagner de Reyna                                    | Embajador peruano en Belgrado 1980 a 1982 | Sucesor:                            |
| Predecesor: 1978: José Carlos Mariátegui Arellano                      | Embajador en Brasilia 1986 a 1990         | Sucesor:                            |
| Predecesor: Nicanor Mujica Álvarez-Calderón                            | Embajador en París 1991 a 1995            | Sucesor: Javier Pérez de Cuéllar    |
| Predecesor: 1980: José Carlos Mariátegui Arellano                      | Embajador en Quito 1995 a 1997            | Sucesor: Manuel Rodríguez Cuadros   |
| Predecesor: 1944: Pedro Yrigoyen Diez Canseco 2001: Luis Solari Tudela | Embajador en Roma 2002                    | Sucesor: Harold Forsyth             |
| Predecesor: Luis José Macchiavello Amorós                              | Embajador en Tokio 2006 a 2008            | Sucesor: Juan Carlos Capuñay Chávez |